# Dauerbackwaren

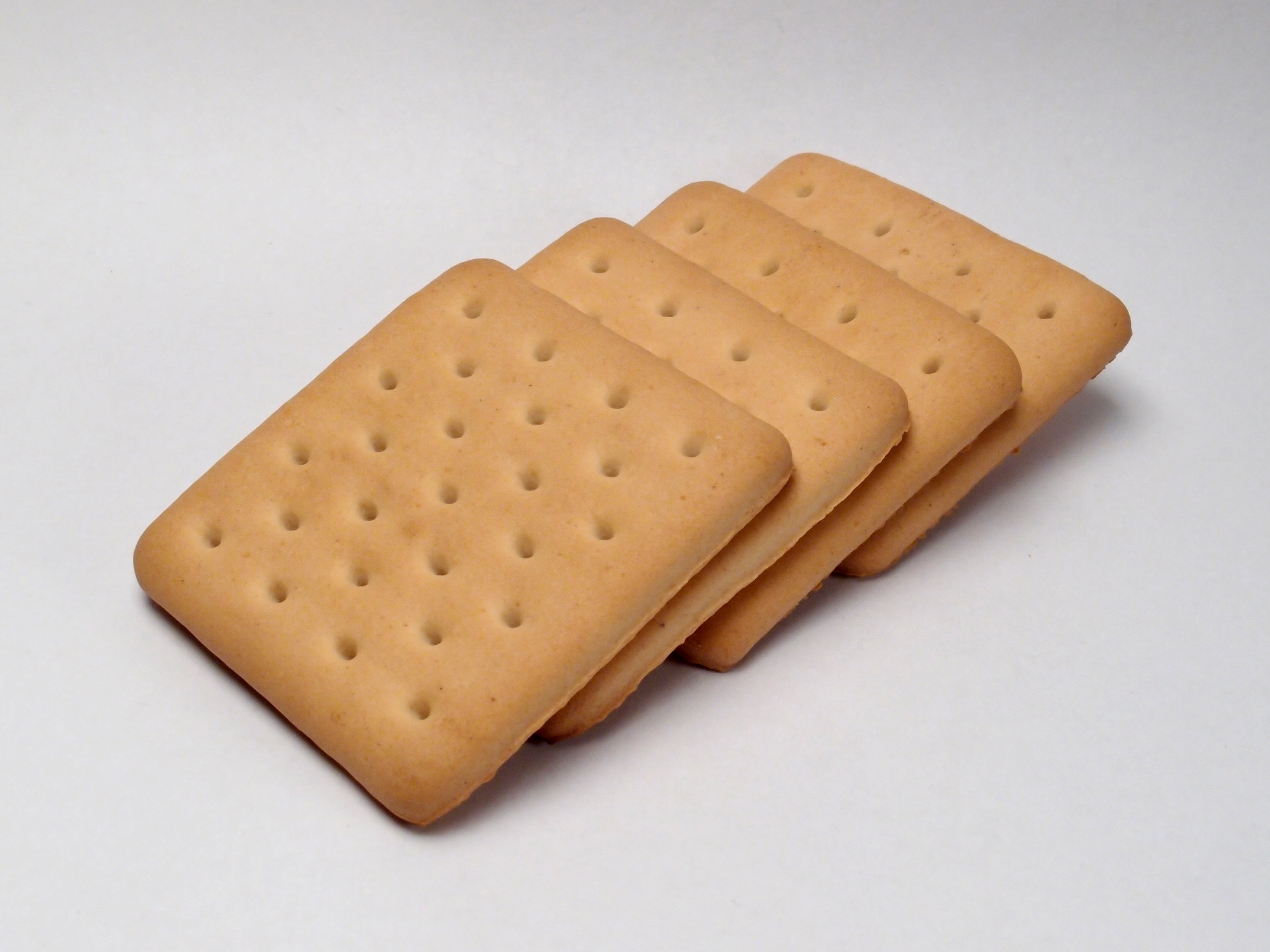
Hartkekse

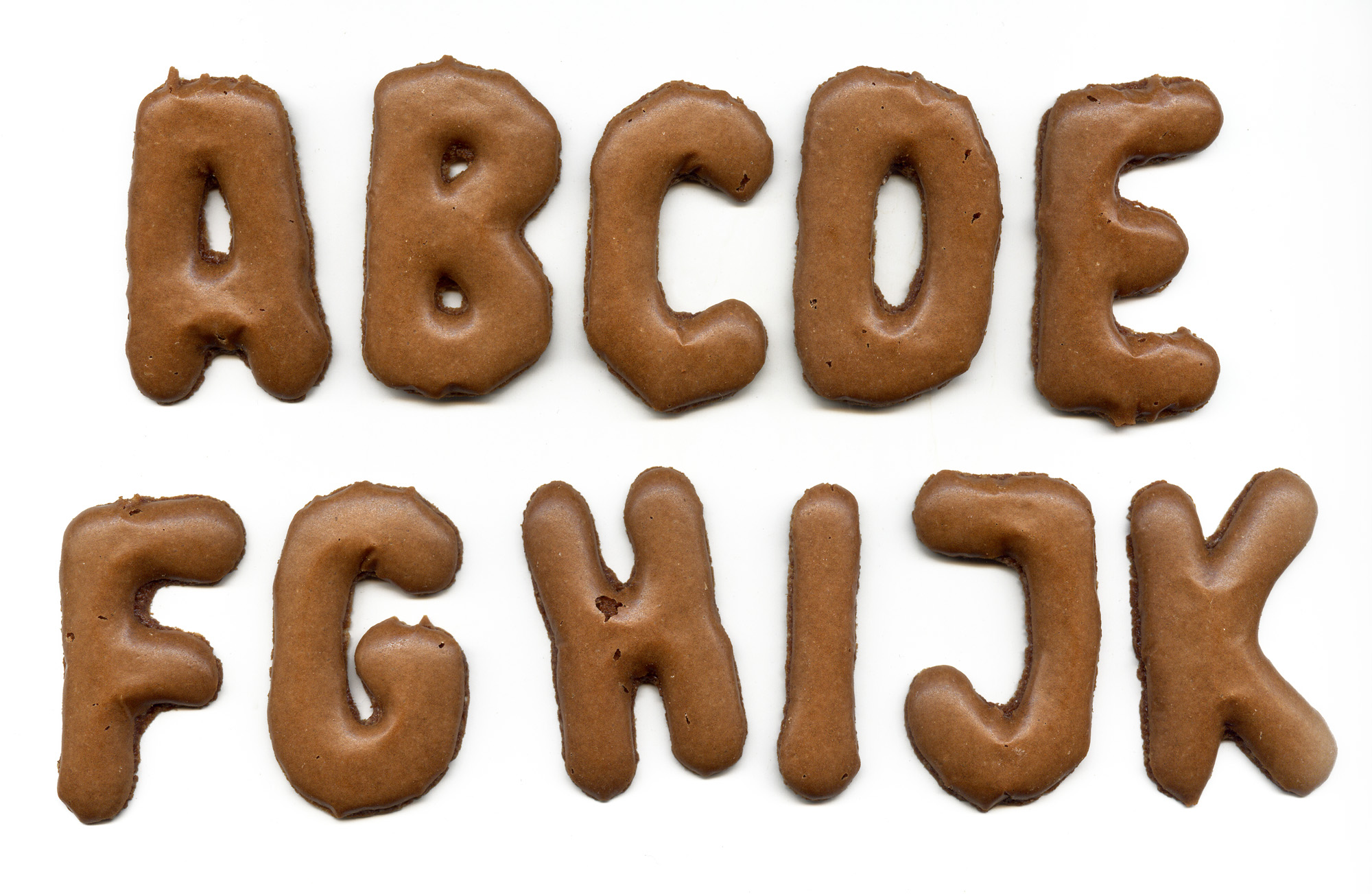
Russisch Brot

Dauerbackwaren sind feine Backwaren, die für einen längeren Zeitraum haltbar sind. Sie grenzen sich von Brot und Kleingebäck dadurch ab, dass sie weniger Feuchtigkeit und meistens mehr Zucker enthalten. Dies bietet einen Schutz gegen mikrobiellen Verderb.
Im weiteren Sinne gehören auch Dosenbrot und Dosenkuchen zu den Dauerbackwaren. Das Dosenbrot findet z. B. Verwendung als Notbrot für Katastrophenfälle und wird bisweilen auch als „Schiffsbrot“ oder „Soldatenbrot“ bezeichnet.
Zu den Dauerbackwaren im engeren Sinn zählen:
- Plätzchen und Teegebäck wie Mürbeteiggebäck, Vanillekipferl
- Kekse wie Hartkekse, Butterkekse, Spekulatius
- Salzgebäck wie Cracker
- Laugendauergebäck wie Salzstangen
- Lebkuchengebäck wie Printen, Honigkuchen, Oblatenlebkuchen, Lebkuchen
- Russisch Brot
- Baiser
- Biskuit
- Backoblaten
- Zwieback
- Makronen
- Waffeldauergebäck
- Gebäck aus Röstmassen wie Nussecken, Nussknacker und Florentiner

## Herstellung
Zur Herstellung von Dauerbackwaren werden überwiegend kleberarmes Weizenmehl sowie weitere flüssige oder feste Zutaten verwendet, die zu Teigen (Mehl ist Hauptbestandteil) oder Massen (andere Bestandteile überwiegen) in Knetern oder Mixern weiterverarbeitet werden. Der Knet- oder Mischvorgang kann dabei sowohl kontinuierlich als auch diskontinuierlich erfolgen. Bestandteile des Mehls sorgen für den Zusammenhalt des Teiges bzw. der Masse, als Triebmittel und zur gleichzeitigen Lockerung des Gebäcks wird in der Regel Backpulver verwendet.
Die fertigen Teige bzw. Massen werden entsprechend ihrer Konsistenz durch Formmaschinen in eine gewünschte Rohform gebracht und anschließend in einem Ofen gegart. Die Garung im Ofen bewirkt zuerst die Ausdehnung des Kohlendioxids aus dem Triebmittel sowie bei höheren Temperaturen die Verdampfung des im Teig bzw. in der Masse enthaltenen Wassers; das Gashaltevermögen des Gebäckrohlings sorgt dafür, dass er die gewünschte Porosität erhält. Gleichzeitig wird das Produkt durch Kleberdenaturierung und Stärkeverkleisterung stabilisiert und es kommt durch chemische Veränderung zur Bildung von gebäcktypischen Aromastoffen. In der Regel erfolgt der Backvorgang bei Dauerbackwaren kontinuierlich und es werden während des Backvorganges verschiedene Temperaturzonen durchlaufen, um das gewünschte Backergebnis zu erhalten. Hauptsächlich erfolgt die Beheizung der Backöfen indirekt (kein Kontakt zwischen Brennstoff und Backgut) mit Gas, für Sonderanwendungen (z. B. Infrarotheizung) wird elektrische Energie verwendet. Die Backöfen werden entsprechend der gewünschten Temperatur in bestimmte Sektionen unterteilt, um die gewünschten Temperaturprofile einstellen zu können. Die Ausführung der Backbänder zum Transport der Backwaren erfolgt als Netzband oder Stahlblech. Die Backzeit beträgt zwischen zwei und neun Minuten, je nach Produkt und Backtemperatur, die in der Regel im Bereich von 150 bis 350 °C liegt. Die meisten so erzeugten Backwaren haben einen Wassergehalt von etwa zwei Prozent.
Nach dem Backvorgang erfolgt die gezielte Kühlung und Verpackung der Produkte. Eine Veredelung, wie z. B. der Überzug mit Schokolade, die einen weiteren Kühlungsvorgang notwendig macht, kann ebenfalls erfolgen. Durch Auswahl einer wasserdampfdichten Verpackung ist das Produkt gegen Feuchtigkeitsaufnahme oder -abgabe geschützt.